# Pachyacris
Pachyacris is een geslacht van rechtvleugeligen uit de familie veldsprinkhanen (Acrididae). De wetenschappelijke naam van dit geslacht is voor het eerst geldig gepubliceerd in 1923 door Uvarov.

## Soorten
Het geslacht Pachyacris omvat de volgende soorten:
- Pachyacris compressa Rehn, 1941
- Pachyacris vinosa Walker, 1870
- Pachyacris violascens Walker, 1870